# Jeevak Parpia
Jeevak Mahmud Parpia (* 22. Juli 1952 in Bombay, Indien) ist ein US-amerikanischer Physiker.
Parpia studierte am Illinois Institute of Technology mit dem Bachelor-Abschluss 1973 und an der Cornell University mit dem Master-Abschluss 1977 und der Promotion in Physik 1979. Er wurde 1979 Assistant Professor und später Associate Professor an der Texas A&M University und 1994 Professor an der Cornell University.
2017 erhielt er mit William Halperin und James Sauls von der Northwestern University den Fritz London Memorial Prize für die Untersuchung von Unordnung bei supraflüssigem Helium-3 und die dadurch ermöglichten Einblicke in dessen komplexes Symmetriebruchverhalten.
Er befasst sich auch mit Nanomechanik (Resonatoren) und Graphen-Resonatoren. Parpia verwendet auch mikromechanische Geräte um Supraflüssigkeiten wie Helium 3 in eingeschränkten Geometrien zu untersuchen, zum Beispiel quasi-zweidimensionale Geometrien zwischen zwei Platten, Resonatoren und Helium 3 in Aerogelen. Er untersucht auch elastische Eigenschaften von Gläsern (wie Siliciumnitrid) bei niedrigen Temperaturen, deren dielektrische Eigenschaften und Wärmeleitfähigkeit.
1981 bis 1985 war er Sloan Research Fellow.